# Розтока-Бжезіни
Розтока-Бжезіни (пол. Roztoka-Brzeziny) — село в Польщі, у гміні Городок-над-Дунайцем Новосондецького повіту Малопольського воєводства.
Населення — 638 осіб (2011).
У 1975-1998 роках село належало до Новосондецького воєводства.

## Демографія
Демографічна структура станом на 31 березня 2011 року:
|          | Загалом | Допрацездатний вік | Працездатний вік | Постпрацездатний вік |
| -------- | ------- | ------------------ | ---------------- | -------------------- |
| Чоловіки | 306     | 73                 | 202              | 31                   |
| Жінки    | 332     | 84                 | 187              | 61                   |
| Разом    | 638     | 157                | 389              | 92                   |